# PPS 1350

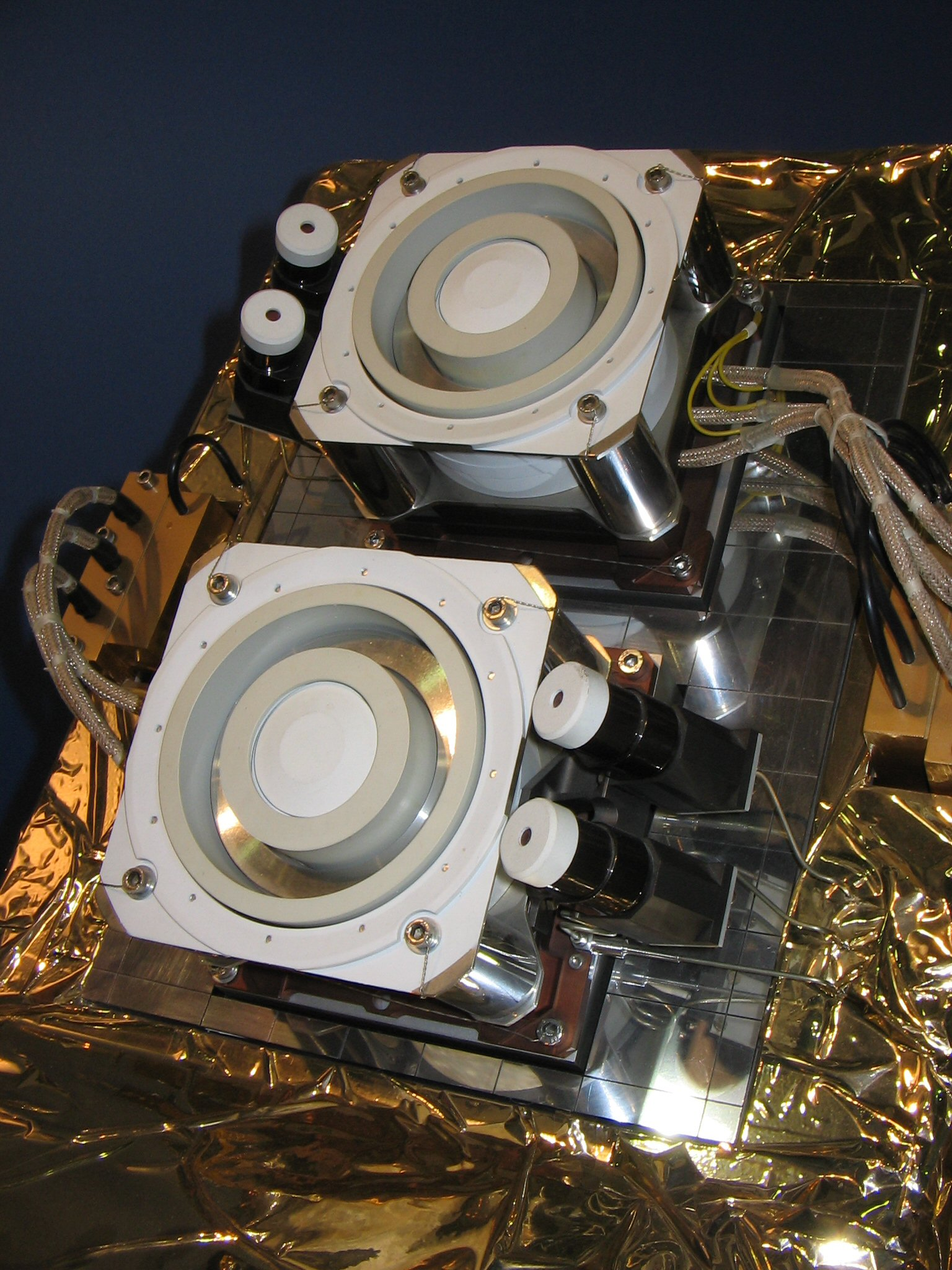
PPS 1350, Einheit aus zwei Triebwerken

Das PPS 1350 (Propulseur Plasmique Stationaire) ist ein Ionentriebwerk, das auf dem Halleffekt beruht und Xenon als Stützmasse verwendet. Es wurde von Snecma, heute Safran Aircraft Engines, im Auftrag der ESA entwickelt und mit verschiedenen Raumfahrzeugen getestet und mehrfach weiterentwickelt. Seither werden Triebwerke dieser Baureihe serienmäßig in Telekommunikationssatelliten eingesetzt.
Durch den Fehlstart der Ariane 5 ECA V157 am 1. Dezember 2002 wurde der erste Einsatz um zehn Monate verzögert. Eine der verlorenen Nutzlasten war der Satellit Stentor Alliance, der erstmals vier PPS 1350-G Triebwerke testweise im Weltraum einsetzen sollte.
Erstmals eingesetzt wurde das Triebwerks dann bei dem Mondsatelliten SMART-1, der am 28. September 2003 startete. Damit war ESA die dritte Weltraumagentur, die ein Ionen-Triebwerk dieser Bauart in der interplanetaren Raumfahrt einsetzte. Der erste Einsatz eines solchen Ionentriebwerks war bei der NASA-Raumsonde Deep Space 1, die ein Triebwerk des Typs NSTAR verwendete. Der zweite Einsatz eines Ionentriebwerks war auf der japanischen Raumsonde Hayabusa, die vier Triebwerke vom Typ Mu 10 verwendete.
Telekommunikationssatelliten mit diesem Antrieb werden von der Trägerrakete in einer elliptischen Umlaufbahn ausgesetzt. Der Kommunikationssatellit kann mit den Ionentriebwerken mit weniger Treibstoffmasse als bei einem Verbrennungsantrieb seine geostationäre Position anfliegen, benötigt dafür aber mehrere Wochen bis Monate. Die Triebwerke werden danach hauptsächlich noch zum Ausgleich der Nord-Süd-Drift eingesetzt.
Eine Weiterentwicklung dieses Triebwerks ist das PPS 5000.

## Modellvarianten
Die Baureihe umfasst folgende Modelle:
- PPS 1350-MI, ein Entwicklungsmodell, das für die Entwicklung gebaut wurde
- PPS 1350-MQ, ein Testmodell, mit dem die technischen Daten und die Lebensdauer getestet wurden
- PPS 1350-G, das erste Serienmodell zum Einbau in ein Raumfahrzeug. Es hat zwei Kathoden und eine keramische Brennkammer und ist für eine Lebensdauer von mindestens 10500 Stunden ausgelegt, bei einer Leistung von 1500 Watt und maximal 90 mN Schub.[1]
- PPS 1350-S, unterscheidet sich vom Modell G durch den Wegfall einer Kathode, ist dadurch leichter und weniger komplex, hat aber dieselben Leistungsdaten.[2]
- PPS 1350-E, ein aktuelleres Modell, das auf dem 1350 S basiert und mit 2,5 kW Leistung betrieben werden kann. Es hat einen bis zu 50 % höheren Schub und einen höheren spezifischen Impuls. Satelliten mit diesem Antrieb wurden beispielsweise von Space Systems/Loral gebaut.[3] Das Triebwerk ist geeignet für die Alphabus Plattform, die von Airbus Defence and Space und Thales Alenia Space gebaut wird.[4]
- PPS 5000, ein größeres Modell für Satelliten mit ausschließlich elektrischem Antrieb. Es kann in einem besonderen Modus betrieben werden, der höheren Schub entwickelt. Die maximale Leistung ist dabei 5 kW. Das Design ist für eine Lebensdauer von 15.000 Betriebsstunden ausgelegt. Dieser Antrieb ist Teil des „Neosat“-Satellitenbus-Programms der ESA und kann mit dem Spacebus-Neo von Thales Alenia Space eingesetzt werden.[5] Triebwerke dieses Typs werden an Airbus für die Eurostar E3000 und Eurostar-Neo Plattformen und an Boeing geliefert.[6][7][8]

## Technische Daten
| Eigenschaft                                | 1350-S      | 1350-E     | 5000          |
| ------------------------------------------ | ----------- | ---------- | ------------- |
| Leistung (nominal) (W)                     | 1500        | 2500       | 2500 – 5000   |
| Schub (mN)                                 | 90          | 140        | 150 – 300     |
| Spezifischer Impuls (s)                    | 1660        | 1800       | 1,730 – 2,000 |
| Gesamter Impuls (N.s)                      | 3,4·106     | 3,4·106    | 15·106        |
| Zyklen                                     | 7300        | 7300       | 9415          |
| Wirkungsgrad (%)                           | 50          | 50         | 50            |
| Betriebsspannung (V)                       | 350         | 355        | 300 – 400     |
| Entladungsstrom (A)                        | 4,28        | 7,0        | 6,67 – 16,67  |
| Xenon-Gasdruck (bar)                       | 2,50 – 2,80 | 2,9 – 3,00 | 1.85 – 3,00   |
| Masse inklusive Xenon-Kontrolleinheit (kg) | 4,8         | 4,8        | 12,3          |
| Quelle                                     | [ 10 ]      | [ 10 ]     | [ 11 ]        |

## Webquellen
- DOI: 10.13009/EUCASS2022-4833
- http://electricrocket.org/2019/906.pdf
- https://www.safran-group.com/sites/default/files/2022-11/Safran%20Spacecraft%20Propulsion%20-%20Brochure%20-%20Portfolio.pdf